# The Cell (The Walking Dead)
The Cell là tập thứ ba trong Phần 7 của series phim truyền hình The Walking Dead. Tập phim được phát sóng trên kênh AMC của Mỹ vào ngày 6 tháng 11 năm 2016. Khi phát sóng tại Mỹ, tập phim đã được 11,72 triệu người xem trong đó có 5,7 triệu người từ 18-49 tuổi.

## Nội dung tập
Tại The Sanctuary - nơi từng là một nhà máy và hiện là căn cứ của The Saviors, Dwight đang tận hưởng sự thoải mái bằng cách ngồi xem phim, sau đó chơi khúc côn cầu với Laura và khắc tượng gỗ. Lát sau, anh ta đến khu phân phát đồ và chen ngang lên trước những người xếp hàng để lấy nguyên một ổ bánh mì. Dwight nhìn thấy một người đàn ông gần đó đang to tiếng với người phát lương thực vì không hài lòng với phần đồ ăn mình nhận được. Ngay lập tức, anh ta bị một vài thành viên The Saviors khác lao vào đánh cho tới chết.
Sau đó, Dwight đến lục soát nơi ở của người này và thu được hai lọ đồ ăn, trong khi con trai cùng người vợ đang mang bầu của anh ta nhìn anh với vẻ dè chừng. Tiếp theo, Dwight đi lấy cà chua ở vườn và trứng từ chuồng gà về, dùng tất cả những gì mình vừa có được để chế biến đồ kẹp vào giữa bánh mì. Khi đang ngồi ăn, anh ta nhìn thấy có hai tù nhân của cộng đồng đang mang một walker ra xích cùng với đám xác sống phía trước căn cứ. Trong số chúng là một con đang bị cọc đâm xuyên vào người và giữ cố định ở một chỗ. Nó cố đứng dậy nhiều lần nhưng cuối cùng vẫn quỳ xuống. Dwight nhìn con walker này và trầm tư suy nghĩ điều gì đó.
Quay vào trong, Dwight mang một chiếc bánh mì khác kẹp thức ăn cho chó tới đưa cho Daryl - người đã bị lột sạch quần áo và bị nhốt trong một phòng giam tối tăm.
Những lần tiếp theo đó, Dwight tiếp tục cho Daryl ăn bánh mì kẹp thức ăn cho chó, đồng thời bật nhạc lớn lặp đi lặp lại để tra tấn tinh thần anh. Cho đến một lần, Dwight mang một bộ quần áo đến quăng cho Daryl mặc, sau đó dẫn anh tới chỗ bác sĩ của cộng đồng để xem xét vết thương do bị bắn trước đó.
Tại phòng của bác sĩ Emmett Carson, Dwight và Daryl gặp Sherry vừa khám ở đây xong. Sherry nhận ra Daryl nhưng bị Dwight cấm không được nói chuyện với anh. Khi Dwight nhìn thấy một que thử thai ở trên bàn, Sherry bèn giải thích rằng kết quả mình vừa biết được là âm tính. Trước khi bỏ đi, Sherry khuyên Daryl nên làm theo tất cả những gì mà Negan bảo.
Khám xong, khi Dwight đang dẫn Daryl trở lại hành lang, Negan tới và bảo cần nói chuyện riêng với anh ta. Một tên tay sai đi theo hắn - Joey "béo" đưa Daryl ra một góc khác và chĩa súng canh chừng. Đối diện với chỗ mình đang ngồi, Daryl thấy một căn phòng đang mở cửa, ở bên trong là đầy đủ những nội thất và tiện nghi. Nói chuyện xong với thủ lĩnh, Dwight quay lại kéo Daryl đi.
Bên ngoài, Dwight đưa Daryl tới chỗ hàng rào và bắt anh nhìn hai tù nhân đang đưa một xác sống mới ra để xích. Xác sống này chính là người đàn ông vừa bị đánh tới chết trước đó. Dwight bèn bảo rằng Daryl có thể sẽ phải làm công việc của hai tù nhân kia hoặc "nhập hội" với đám walker nếu không đưa ra lựa chọn đúng đắn.
Quay trở lại phòng giam, Daryl nói rằng mình sẽ không bao giờ khuất phục trước Negan. Dwight bèn đáp: "Tao cũng đã từng nói như vậy. Vấn đề là vậy. Mày không chịu, nhưng sớm muộn thì cũng sẽ phải chịu thôi". Anh ta đóng cửa lại và tiếp tục bật nhạc lớn. Daryl cố tìm cách đạp tung cửa buồng giam để thoát khỏi nhưng bất lực.
Đứng nói chuyện riêng với Dwight, Negan bảo rằng Daryl đang trong quá trình dần dần chịu khuất phục dù quá trình đó đang diễn ra rất chậm. "Một vài người khó để hạ gục ý chí hơn những người khác" - hắn nói. Tiếp theo, hắn khen ngợi Dwight và cho phép anh ta được ngủ với một trong số những người "vợ" của mình, kể cả Sherry. Khi Dwight vừa lịch sự từ chối, một thành viên nữ tên Arat liên lạc qua bộ đàm để báo rằng vừa có một người trốn thoát khỏi căn cứ. Mặc cho Negan nói rằng hãy để cho người khác làm việc này, Dwight vẫn tình nguyện đuổi theo người bỏ trốn đó. Anh ta leo lên xe mô tô rồi phóng đi.
Ở phòng giam của Daryl, lần này không phải Dwight mà là tên Joey đến đưa bánh cho anh ăn. Sau khi hắn rời đi, do không nghe thấy có tiếng khóa cửa, Daryl mở cửa lẻn ra và cẩn trọng đi dọc hành lang để tìm lối thoát. Đúng lúc đó, Sherry xuất hiện từ đằng sau và khuyên anh nên quay trở lại phòng giam nếu không muốn bị bắt và gánh chịu hậu quả tồi tệ hơn. Bất chấp lời khuyên của cô ấy, Daryl vẫn đi ra phía bên ngoài, tới sân đậu của một vài chiếc mô tô để tìm một cái chạy thoát. Trước khi kịp làm việc này, anh đã bị một vài thành viên The Saviors mai phục. Lúc này, Negan mới cầm Lucille ung dung đi tới. Hắn lần lượt hỏi những tên đàn em của mình câu "Mày là ai?" và tất cả câu trả lời đều là "Negan". Negan đưa cho Daryl 3 sự lựa chọn: Hoặc là chết và trở thành một trong những xác sống bị xích bên ngoài, hoặc là lao động kiếm "điểm" để đổi lấy nhu yếu phẩm, hoặc là làm việc cho hắn và sống như một ông hoàng. Khi Daryl nhìn hắn chằm chằm không trả lời, Negan vung cây gậy tới trước mặt anh để dọa. Tuy nhiên, anh vẫn không hề tỏ ra sợ hãi. Negan bèn mỉm cười bỏ đi và để cho đám tay sai đánh hội đồng Daryl.
Trên đường đi, Dwight cuối cùng cũng tìm thấy Gordon, người vừa bỏ trốn, và bắt anh ta lại.
Sau khi Daryl bị nhốt trở lại phòng giam, Sherry đi ngang qua để xin lỗi vì đã cùng Dwight cướp xe và nỏ của anh lúc còn trong rừng. Cô vẫn còn nhớ khi mình nói với Daryl rằng "Tôi rất tiếc" và được anh trả lời "Rồi hai người sẽ thấy vậy". Và đúng là bây giờ, Sherry đang cảm thấy rất hối hận vì hồi đó không nghe lời Daryl.
Gordon đang quỳ xuống và van xin Dwight hãy bắn chết mình còn hơn là để bị bắt quay trở lại. Anh ta thắc mắc rằng vì sao tất cả mọi người đều khiếp sợ Negan và để hắn chi phối đến vậy. Sau khi bị Dwight dọa sẽ làm hại đến những người từng thân thiết với anh ta, cũng như đào xác vợ anh ta lên và vứt cho quạ ăn, Gordon mới chịu đứng dậy. "Anh đã thắng. Nhưng anh biết rõ rằng ở đó chẳng còn lại gì cho tôi cả" - Gordon nói rồi tiếp tục bước đi. Với ánh mắt đau đớn, Dwight giơ súng lên và bắn chết người từng là bạn mình từ phía sau.
Trở về căn cứ của The Saviors, Dwight gặp Sherry đang đứng hút thuốc lá ở cầu thang. Anh tới đứng cạnh và xin một điếu hút cùng. "Hắn đối xử tốt với em chứ?" - Dwight hỏi và Sherry đáp rằng: "Vâng". "Anh đã làm điều đúng đắn. Như thế này còn tốt hơn nhiều lần là phải chết" - Dwight nói với Sherry.
Lát sau, Dwight tới phòng giam của Daryl để đưa thức ăn. Thấy lần này Daryl từ chối không ăn, Dwight bèn nhắc lại rằng chính Daryl đã gây nên cái chết của Glenn. Anh ta đính tấm hình chụp đầu Glenn nát bét lên tường rồi bỏ ra ngoài. Khi tiếng nhạc vang lên lần này là một bài hát buồn bã, Daryl nhìn tấm hình và bật khóc.
Lần quay trở lại tiếp theo, Dwight lôi Daryl tới căn phòng khang trang mà trước đó anh từng nhìn thấy, nơi mà Negan đang đợi sẵn. Hắn liền kể lại cho Daryl quá trình mà Dwight trở thành một trong những tay sai đắc lực của mình như hiện tại: Dwight cùng vợ của mình - Sherry và em gái cô ấy - Tina từng sống và lao động ở đây để kiếm "điểm". Vì Tina bị tiểu đường nên đã phải cần rất nhiều "điểm" để đổi lấy thuốc điều trị. Được Negan đề nghị trở thành "vợ" của mình để không phải làm việc và được sống sung sướng, cô ấy đã giả vờ cân nhắc việc này. Tuy nhiên sau đó, Tina cùng Dwight và Sherry đã trộm hết thuốc rồi bỏ trốn khỏi đây (để rồi sau này họ gặp Daryl trong rừng).
Sau cái chết của Tina, vợ chồng Dwight quay lại và xin Negan tha thứ. Sherry tình nguyện trở thành "vợ" của Negan để hắn không giết Dwight. Negan đồng ý nhưng vẫn dành cho Dwight hình phạt là bị dí một chiếc bàn là nóng vào mặt, dẫn đến vết bỏng như hiện tại. Kể từ sau đó, Dwight làm việc cho Negan và trở thành một trong những tay sai cấp cao của hắn. Negan cho rằng Daryl cũng có tiềm năng để được như vậy: "Tất cả những gì mà mày cần làm chỉ là trả lời một câu hỏi đơn giản: Mày là ai?". Im lặng một lúc, Daryl vẫn đáp lại tên của mình thay vì là câu trả lời Negan mong muốn.
Quay trở lại phòng giam, Dwight cho rằng Daryl đã đưa ra một lựa chọn ngu ngốc. Tuy nhiên, Daryl nói rằng anh đã hiểu vì sao Dwight chấp nhận làm việc cho Negan, là vì anh ta phải lo cho những người mà mình quan tâm. Cũng vì lý do này mà ngược lại, Daryl không thể chấp nhận quy phục hắn.
Sau khi rời khỏi, Dwight ra ngoài đứng và nhìn hai tù nhân của cộng đồng vừa mang ra bên ngoài một xác sống mới, chính là Gordon.

## Diễn viên

### Diễn viên chính
- Andrew Lincoln vai Rick Grimes*
- Norman Reedus vai Daryl Dixon
- Lauren Cohan vai Maggie Greene*
- Chandler Riggs vai Carl Grimes*
- Danai Gurira vai Michonne*
- Melissa McBride vai Carol Peletier*
- Lennie James vai Morgan Jones*
- Sonequa Martin-Green vai Sasha Williams*
- Alanna Masterson vai Tara Chambler*
- Josh McDermitt vai Eugene Porter*
- Christian Serratos vai Rosita Espinosa*
- Jeffrey Dean Morgan vai Negan
- Seth Gilliam vai Gabriel Stokes*
- Ross Marquand vai Aaron*
- Austin Nichols vai Spencer Monroe*
- Austin Amelio vai Dwight
- Tom Payne vai Paul Rovia*
- Xander Berkeley vai Gregory*

### Diễn viên định kỳ
- Christine Evangelista vai Sherry

*Không xuất hiện trong tập này

### Các diễn viên phụ khác
- Michael Scialabba vai Gordon
- Joshua Hoover vai Joseph
- Tim Parati vai Emmett Carson
- Lindsley Register vai Laura
- Elizabeth Ludlow vai Arat*
- Ricky Russert vai Chris
- Brian Stapf vai Roy
- Noah Benjamin vai Thành viên The Saviors
*Chỉ có mình giọng nói

## Cái chết trong tập
- Một thành viên của The Saviors
- Gordon

## Đánh giá
"The Cell" nhận được phản hồi tốt từ giới phê bình. Trên trang Rotten Tomatoes, có 74% trên tổng số 31 bài đánh giá là mang tính tích cực. Các chuyên gia nhận định rằng "The Cell" tiếp tục phát huy lối kể truyện riêng rẽ ở các địa điểm khác nhau, vốn đã quen thuộc ở The Walking Dead kể từ Phần 4, bằng cách đưa khán giả lần đầu đến với căn cứ của The Saviors, đồng thời hé lộ bí ẩn đằng sau một nhân vật chưa được khám phá là Dwight.

## Bên lề
- Lần xuất hiện đầu tiên của: Laura, Gordon, Emmett Carson, Joseph, Chris.
- Tên của tập phim - "The Cell" ngụ ý về nơi mà Daryl bị nhốt vào sau khi bị Negan bắt về - một phòng giam.
- Tập phim này vốn được dự định là tập thứ hai của Phần 7 trước khi bị hoán đổi vị trí với tập "The Well" tuần trước đó đó vì một lý do không rõ.
- Tập phim đánh dấu lần đầu xuất hiện của The Sanctuary - căn cứ của The Saviors và là một địa điểm nổi bật trong bộ truyện tranh cùng tên.
- Đây là tập phim thứ 13 trong toàn bộ series mà Rick Grimes không xuất hiện.
- Tập phim đánh dấu sự quay trở lại của Sherry kể từ sau lần đầu xuất hiện của cô trong tập "Always Accountable".
- Tập phim có sử dụng một số bài hát:
  - "Town Called Malice" của The Jam] (Đầu tập)
  - "Easy Street" của The Collapsible Hearts Club] (Bài Dwight bật để tra tấn Daryl)
  - "Crying" của Roy Orbinson] (Khi Daryl khóc)
- Bộ phim ở đầu tập mà Dwight xem là Who’s The Boss?, một sitcom nổi tiếng của Mỹ những năm giữa thập niên 80 và đầu thập niên 90.
- Trên chiếc áo mới của Daryl có chữ cái "A". Biểu tượng chữ cái này đã từng xuất hiện khi được sử dụng bởi các thành viên Terminus, trên con dấu của Sam Anderson, và khi được Morgan khắc lên cây trong tập "Here’s Not Here".
- Bánh sandwich mà Norman Reedus (Daryl) ăn trong tập thực ra là hỗn hợp của xúc xích chay với bơ táo và mứt cherry để tạo màu. Chỉ có một chiếc sandwich duy nhất kẹp thức ăn cho chó thật được sử dụng trong tập, nhưng nó chỉ được dùng cho những cảnh quay cận cảnh.
- Bức tường xác sống phía trước căn cứ The Sanctuary là sự kết hợp giữa người đóng, hình nộm và những chiếc đầu giả được đặt trên cọc. Để tạo độ sinh động và chân thực, những chiếc đầu trên cọc đã được điều khiển từ xa để đảo mắt và đóng/mở miệng.
- Câu nói mà Negan nói với Daryl trong tập này (tập 3 Phần 7): "You don’t scare easy. I love that." tương tự với câu mà Merle nói với Glenn: "You don’t scare easy, do you? I like that" trong tập "When The Dead Come Knocking" (tập 7 Phần 3).